# Thorichthys
Thorichthys es un género de peces de agua dulce perteneciente a la familia de los cíclidos. Las nueve especies que se reconocen en este género se distribuyen en América Central. Todas ellas presentan una cabeza bastante aguda y rayas horizontales en el cuerpo y tienen a habitar en aguas tranquilas. Los miembros de este género raramente superan los 13 cm de longitud, lo que los convierte en populares peces de acuario. La especie más popularmente conocida del género es el denominado "cíclido boca de fuego" (Thorichthys meeki). El género fue inicialmente descrito en 1904, pero sus especies fueron transferidas a un subgénero de Cichlasoma en 1907. En 1996 fue restablecido como un género independiente. 

## Especies
- Thorichthys affinis (Günther, 1862)
- Thorichthys aureus (Günther, 1862)
- Thorichthys callolepis (Regan, 1904)
- Thorichthys helleri (Steindachner, 1864)
- Thorichthys maculipinnis Meek, 1904)
- Thorichthys meeki Brind, 1918)
- Thorichthys panchovillai Del Moral-Flores, López-Segovia, Hernández-Arellano., 2017
- Thorichthys pasionis (Rivas, 1962)
- Thorichthys socolofi (Miller & Taylor, 1984)